# Фельтшер, Франк
Франк Фе́льтшер Марти́нес (нем. Frank Feltscher Martinez, родился 17 мая 1988) — венесуэльский футболист швейцарского происхождения, нападающий. Выступал за сборную Венесуэлы.

## Карьера

### Клубная
Обучался футболу в составах команд «Кольтен» и «Винтертур», но основное обучение проходил в академии клуба «Грассхоппер». В 2006 году начал профессиональную карьеру в клубе, выступая там до 2008 года. Затем отправился в итальянский «Лечче», который тогда выступал в серии А, но не заиграл в его основном составе и вернулся в Швейцарию по окончании сезона. Договорился с «Беллиуцоной» о выступлении на правах аренды, а затем подписал и профессиональный контракт. Через 2 года вернулся в «Грасхоппер», в составе которого стал обладателем первого трофея, завоевав в 2013 году Кубок Швейцарии. Сезон 2014/2015 Франк начал в составе «Арау», но усилий Фельтшера не хватило для сохранения клубом места в высшем дивизионе.
Летом 2015 года Фельтшер отправился на Кипр в клуб «АЕЛ», где провёл один сезон. Весной 2017 года выступал за венгерский «Дебрецен». С начала 2018 года выступает в Венесуэле за клуб «Сулия».

#### Статистика выступлений
По состоянию на 26 октября 2015
| Клуб             | Сезон            | Лига | Лига | Кубки | Кубки | Еврокубки | Еврокубки | Итого | Итого |
| Клуб             | Сезон            | Игры | Голы | Игры  | Голы  | Игры      | Голы      | Игры  | Голы  |
| ---------------- | ---------------- | ---- | ---- | ----- | ----- | --------- | --------- | ----- | ----- |
| Грассхоппер      | 2006/07          | 4    | 0    | 0     | 0     | 1         | 0         | 5     | 0     |
| Грассхоппер      | 2007/08          | 14   | 2    | 1     | 0     | 0         | 0         | 15    | 2     |
| Грассхоппер      | Итого            | 18   | 2    | 1     | 0     | 1         | 0         | 20    | 2     |
| Беллинцона       | 2008/09          | 15   | 0    | 0     | 0     | 0         | 0         | 15    | 0     |
| Беллинцона       | 2009/10          | 29   | 4    | 1     | 0     | 0         | 0         | 30    | 4     |
| Беллинцона       | 2010/11          | 36   | 6    | 2     | 1     | 0         | 0         | 38    | 7     |
| Беллинцона       | Итого            | 80   | 10   | 3     | 1     | 0         | 0         | 83    | 11    |
| Грассхоппер      | 2011/12          | 32   | 4    | 4     | 0     | 0         | 0         | 36    | 4     |
| Грассхоппер      | 2012/13          | 34   | 1    | 6     | 8     | 0         | 0         | 40    | 9     |
| Грассхоппер      | 2013/14          | 20   | 1    | 4     | 0     | 3         | 0         | 27    | 1     |
| Грассхоппер      | Итого            | 86   | 6    | 14    | 8     | 3         | 0         | 103   | 14    |
| Арау             | 2014/15          | 21   | 1    | 0     | 0     | 0         | 0         | 21    | 1     |
| Арау             | Итого            | 21   | 1    | 0     | 0     | 0         | 0         | 21    | 1     |
| АЕЛ              | 2015/16          | 8    | 1    | 1     | 0     | 0         | 0         | 9     | 1     |
| АЕЛ              | Итого            | 8    | 1    | 1     | 0     | 0         | 0         | 9     | 1     |
| Всего за карьеру | Всего за карьеру | 213  | 20   | 19    | 9     | 4         | 0         | 236   | 29    |

### В сборной
Свою карьеру в сборной Фельтшер начал в молодёжной сборной Швейцарии, в составе которой принял участие в чемпионате Европы в Дании. Сборная Швейцарии на турнире смогла дойти до финала, где уступила сборной Испании. Этот результат позволил швейцарцам квалифицироваться на летние Олимпийские игры 2012 года в Лондоне.
В 2011 году Фельтшер, как и его брат Рольф, принял решение играть за национальную сборную Венесуэлы. Франк провёл 8 матчей в рамках отборочного турнира к чемпионату мира, а всего на счету Фельтшера 14 игр за сборную Венесуэлы, в которых он смог забить 2 гола.
| Матчи Франка Фельтшера за сборную Венесуэлы | Матчи Франка Фельтшера за сборную Венесуэлы | Матчи Франка Фельтшера за сборную Венесуэлы | Матчи Франка Фельтшера за сборную Венесуэлы | Матчи Франка Фельтшера за сборную Венесуэлы | Матчи Франка Фельтшера за сборную Венесуэлы | Матчи Франка Фельтшера за сборную Венесуэлы | Матчи Франка Фельтшера за сборную Венесуэлы |
| ------------------------------------------- | ------------------------------------------- | ------------------------------------------- | ------------------------------------------- | ------------------------------------------- | ------------------------------------------- | ------------------------------------------- | ------------------------------------------- |
| №                                           | Дата                                        | Место проведения                            | Оппонент                                    | Счёт                                        | Голы                                        | Минуты                                      | Соревнование                                |
| 1                                           | 2 сентября 2011                             | Калькутта                                   | Аргентина                                   | 0:1                                         | —                                           | 73’                                         | Товарищеский матч                           |
| 2                                           | 7 сентября 2011                             | Каракас                                     | Гвинея                                      | 2:1                                         | —                                           | 14’                                         | Товарищеский матч                           |
| 3                                           | 7 октября 2011                              | Кито                                        | Эквадор                                     | 0:2                                         | —                                           | 19’                                         | Отборочный матч ЧМ-2014                     |
| 4                                           | 12 октября 2011                             | Пуэрто-ла-Крус                              | Аргентина                                   | 0:2                                         | —                                           | 15’                                         | Отборочный матч ЧМ-2014                     |
| 5                                           | 11 ноября 2011                              | Барранкилья                                 | Колумбия                                    | 1:1                                         | 1                                           | 27’                                         | Отборочный матч ЧМ-2014                     |
| 6                                           | 15 ноября 2011                              | Сан-Кристобаль                              | Боливия                                     | 1:0                                         | —                                           | 27’                                         | Отборочный матч ЧМ-2014                     |
| 7                                           | 29 февраля 2012                             | Малага                                      | Испания                                     | 0:5                                         | —                                           | 13’                                         | Товарищеский матч                           |
| 8                                           | 2 июня 2012                                 | Монтевидео                                  | Уругвай                                     | 1:1                                         | —                                           | 54’                                         | Отборочный матч ЧМ-2014                     |
| 9                                           | 15 августа 2012                             | Саппоро                                     | Япония                                      | 1:1                                         | —                                           | 18’                                         | Товарищеский матч                           |
| 10                                          | 7 сентября 2012                             | Лима                                        | Перу                                        | 1:2                                         | —                                           | 17’                                         | Отборочный матч ЧМ-2014                     |
| 11                                          | 15 ноября 2012                              | Майами                                      | Нигерия                                     | 1:3                                         | 1                                           | 26’                                         | Товарищеский матч                           |
| 12                                          | 22 марта 2013                               | Буэнос-Айрес                                | Аргентина                                   | 0:3                                         | —                                           | 90’                                         | Отборочный матч ЧМ-2014                     |
| 13                                          | 11 июня 2013                                | Пуэрто-Ордас                                | Уругвай                                     | 0:1                                         | —                                           | 55’                                         | Отборочный матч ЧМ-2014                     |
| 14                                          | 15 ноября 2014                              | Талькауано                                  | Чили                                        | 0:5                                         | —                                           | 58’                                         | Товарищеский матч                           |

Итог: 14 матчей / 2 гола; 3 победы, 3 ничьи, 8 поражений. 506 минут

## Личная жизнь
У Франка есть младший брат — Рольф Фельтшер — тоже выступавший за национальную сборную Венесуэлы.

## Достижения
«Грассхоппер»
- Обладатель Кубка Швейцарии: 2012/13

АЕЛ
- Обладатель Суперкубка Кипра: 2015